# Liste von Webbrowsern
Listen von Webbrowsern nach Plattform bzw. Betriebssystem sowie nach verwendeter Browser-Engine.

## Verbreitete Webbrowser

Stammbaum der Webbrowser 1990–2022

Entwicklung der Marktanteile 2009–2025

| Webbrowser       | Hersteller               | Basiert auf              | Programmier- sprache | Erscheinungs- jahr | Lizenz      | Bemerkung                                                                  |
| ---------------- | ------------------------ | ------------------------ | -------------------- | ------------------ | ----------- | -------------------------------------------------------------------------- |
| Google Chrome    | Google                   | Chromium / Blink         | C++                  | 2008               | proprietär  | Windows, macOS, Linux, Android, aktuell marktführender Browser             |
| Safari           | Apple                    | WebKit                   | C++, Objective-C     | 2003               | proprietär  | für macOS, iOS, iPadOS, vor Version 6.0 auch für Windows                   |
| Microsoft Edge   | Microsoft                | Chromium / Blink         | C++                  | 2019               | proprietär  | für Windows, Linux, macOS, iOS, Android, Nachfolger des Internet Explorers |
| Mozilla Firefox  | Mozilla Foundation       | Mozilla Codebase / Gecko | C, C++, JavaScript   | 2004               | Open Source | für Linux, Windows, macOS, Android, iOS, iPadOS, FreeBSD                   |
| Samsung Internet | Samsung Electronics      | Chromium / Blink         | C++                  | 2013               | proprietär  | für Windows, Android, Tizen, Wear OS                                       |
| Opera            | Opera Software           | Blink                    | C++                  | 1994               | proprietär  | für Linux, Windows, macOS, Android, iOS, Solaris, FreeBSD                  |
| UC Browser       | UCWeb Inc. Alibaba Group | Blink                    | C++                  | 2004               | proprietär  | für Windows, Android, iOS, iPadOS und KaiOS                                |

## Weitere Webbrowser

### Multiplattform

#### Basierend aufWebKitoderBlink
- Aloha Browser[1] (Open Source,[2] basiert auf Chromium, Datenschutz orientiert,[3] für Windows, macOS, iOS, Android)
- Arc (proprietär, für macOS, iOS und Windows)
- Avast Secure Browser[4] (proprietär, für Windows, macOS, iOS, Android)
- Biscuit[5] (Open Source,[6] ohne Tabs, mit gruppierten Apps, für Windows, Linux, macOS)
- Blisk[7] (proprietär, kommerziell, speziell für Webentwickler, Emulation von gängigen Mobilgeräten möglich, Demoversion verfügbar für Windows, Linux, macOS)
- Brave (Open Source,[8] Schwerpunkt: Vereinigung von Privatsphäre und Werbung zugunsten des Nutzers, beinhaltet die Kryptowährung Basic Attention Token (BAT), für Windows, macOS, Linux, Android und iOS)
- Cromite[9] (Open Source, basiert auf Chromium, Nachfolger von Bromite,[10] für Android, Linux, Windows)
- Chromium (basiert auf den Open-Source-Bestandteilen[11] von Google Chrome, für Windows, Linux, macOS und Android)[12]
- Dooble[13] (Open Source,[14] basiert auf der Qt WebEngine, für Windows und Linux)
- DuckDuckGo Browser[15] (Open Source,[16] basiert auf Chromium, Datenschutz orientiert, für Windows, macOS, iOS und Android)[17]
- Ecosia Browser[18] (proprietärer Naturschutz-Browser, durch Werbung[19] und Partnershops[20] generierte Einnahmen werden weltweit[21] für Projekte zur Wiederaufforstung verwendet,[22] für Windows, Android, iOS)
- Epic (proprietär, basiert auf Chromium, für Windows, macOS, Android, iOS)
- Falkon (Open Source,[23] ehemals QupZilla, für Windows, Unixartige, macOS, OS/2)
- Iridium Browser[24] (Open Source,[25] Fokus auf Privatsphäre und Sicherheit, nur Quellcode zum selbst Kompilieren)
- Maxthon (proprietär, basiert auf Chromium, Datenschutzprobleme,[26] keine regelmäßigen Updates, für Windows, macOS, Linux, Android, iOS)
- Midori (Open Source,[27] basiert auf Chromium, für Android, Windows, MacOS und Linux)
- Naver Whale (proprietär, basiert auf Chromium, für Windows, macOS, Linux, Android, iOS)[28]
- Puffin Browser[29] (proprietär, für Windows, macOS, Android, iOS)
- Sidekick[30] (proprietär, für Windows, macOS, Linux)
- Sleipnir (Browser) (proprietär für Windows, macOS, Android, iOS)
- Slimjet[31] (proprietär, für Windows, Linux, macOS)
- SRWare Iron (proprietär, basierend auf Chromium, Datenschutz orientiert, für Windows, macOS, Linux, Android)[32]
- Surf[33] (Open Source,[34] basierend auf WebKit2/GTK+, nur Quellcode zum selbst Kompilieren)
- Ungoogled-Chromium[35] (Open Source,[36] Datenschutz orientierter Fork von Chromium bei dem alle Abhängigkeiten von Google Webservices deaktiviert sind,[37] ohne Telemetrie, für Windows, Linux, macOS, Unix)
- Vivaldi (proprietär, als Nachfolger von Opera 12 entwickelt, für Windows, macOS, Linux, Android, iOS)[38]
- Yandex Browser (proprietär, basiert auf Blink, für Windows, macOS, Android und iOS)

#### Basierend aufGeckooderMozilla-Quelltext
- Basilisk[39] (basiert auf Goanna,[40] Fork von Gecko, Open Source,[41] für Windows, Linux, macOS)
- Floorp[42] (Open Source, für Windows, macOS, Linux)
- LibreWolf (privatsphäreorientierter Open-Source-Browser,[43] für Windows, macOS, Linux)
- Mullvad Browser[44] (Datenschutz orientierter Open-Source-Browser[45] für Windows, macOS, Linux)[46]
- Pale Moon (eigenständige Abspaltung von Mozilla Firefox, Open Source,[47] basiert auf Goanna, für Linux, MacOS, Windows)
- SeaMonkey (Open Source,[48] Nachfolger der Mozilla Application Suite, für Windows, macOS, Linux)
- Tor-Browser (basiert auf Mozilla Firefox, Open Source,[49] integrierter Tor-Client, für Linux, MacOS, Windows, Android)
- Waterfox[50] (Open Source,[51] basiert auf Mozilla Firefox 64-Bit, für Windows, macOS, Linux)
- Zen Browser (Abspaltung von Mozilla Firefox, Open Source,[52] für Windows, macOS, Linux)

#### Basierend auf mehreren Engines
- Lunascape (proprietär, verwendet Gecko, WebKit und Trident, für Windows, macOS, iOS, Android)

#### Basierend auf eigenerEngine
- Dillo (Open Source[53], eingeschränkte Darstellung komplexer Websites, kein JavaScript, für Windows, DOS, MacOS, Linux)
- Ladybird (Open Source,[54] Pre-Alpha Status, für unixoide Systeme)
- NetSurf (Open Source,[55] unvollständige Darstellung komplexer Websites, für Windows, unixoide Systeme und weitere)

#### Sonstige
- Amaya (experimenteller Webbrowser und HTML-Editor vom W3C, Entwicklung 2013 eingestellt)
- Arora[56] (Open Source, basierend auf WebKit und Qt, Entwicklung 2015 eingestellt)[57]
- Baidu Browser (proprietär, Datenschutzprobleme,[58] Entwicklung eingestellt)[59]
- Beonex Communicator (Internet-Suite, Open Source, Entwicklung 2003 eingestellt)[60]
- Cliqz (2015–2020, Open Source, für Windows, macOS, Android und iOS)
- Coowon Browser (Entwicklung seit 2014 eingestellt)[61]
- Cyberfox[62] (basiert auf Firefox 64-Bit, Entwicklung seit 2018 eingestellt)
- Flock (Open Source, Entwicklung eingestellt)
- Gazelle (ehemaliges Forschungsprojekt von Microsoft)
- HotJava (Entwicklung 2004 eingestellt)
- Html Viewer 3 (Hv3) (basierend auf Tkhtml, Entwicklung eingestellt)
- Internet Explorer (proprietär, Marktführer nach Ende des ersten Browserkriegs, Entwicklung 2022 eingestellt)
- Konqueror (Open Source, basierend auf KHTML, für unixoide Systeme)
- NCSA Mosaic (1993–1997, proprietär, historisch bedeutender grafischer Browser)
- Netscape Navigator (1994–2008, verlor den ersten Browserkrieg gegen Microsoft, ab Version 4 Open Source, ab Version 6 von der Mozilla Foundation entwickelt, wurde ab 2002 die Basis von Mozilla Firefox, dies führte schließlich zum zweiten Browserkrieg.)
- Otter Browser[63] (Open Source,[64] QtWebKit-Fork, GNU GPL v3, Windows, Linux, Mac OS X. Entwicklung eingestellt seit 2022)
- QtWeb[65] (Entwicklung 2013 eingestellt)
- rekonq (basierend auf QtWebKit und KDE, Entwicklung 2014 eingestellt)
- RockMelt (Entwicklung seit 2013 eingestellt)[66]
- SiteKiosk (proprietär, kommerziell)
- Torch (proprietär, Entwicklung seit 2020 eingestellt)
- xombrero[67] (Entwicklung seit 2015 eingestellt)

### Microsoft Windows
Folgende Webbrowser sind nur für Windows verfügbar:

#### Basierend aufWebKitoderBlink
- Avira Secure Browser[68] (proprietär, basierend auf Chromium, aber mit zusätzlichen Sicherheitsfunktionen)[69]
- Comodo Dragon (proprietär, basiert auf Chromium ähnlich SRWare Iron, aber mit zusätzlichen Sicherheitsfunktionen)
- Supermium[70] (Open Source,[71] Fork von Chromium mit Anpassungen für die Kompatibilität mit älteren Windows-Versionen ab Windows XP)

#### Basierend aufGeckooderMozilla Firefox
- Firefox for Windows 7[72] (Open-Source, basiert auf der jeweils aktuellen Nightly-Version von Mozilla Firefox mit Anpassungen für die Kompatibilität mit Windows 7)
- K-Meleon (Open-Source,[73] basierend auf der Gecko-Engine)
- Mypal 68[74] (Open-Source, Browser für Windows XP der auf Mozilla Firefox 68 basiert, auch für Prozessoren die kein SSE2 unterstützen.)
- New Moon[75] (Open Source,[76] Fork von Pale Moon mit speziellen Anpassungen für die Kompatibilität mit Windows XP und für Prozessoren die kein SSE2 unterstützen.)
- r3dfox[77] (Open-Source, Fork von Mozilla Firefox mit speziellen Anpassungen für die Kompatibilität mit Windows Vista und 7, entwickelt von der Eclipse Community.)[78]
- Serpent[79] (Open Source,[80] Fork von Basilisk, mit speziellen Anpassungen für die Kompatibilität mit Windows XP)[81]
- SlimBrowser (proprietär, letzte Version von August 2023)[82]
- T-Online-Browser[83] (proprietär, letzte Version von April 2024)

#### Sonstige
- AOL-Browser[84] (ehem. AOL-Explorer) (proprietäre Zugangssoftware mit integriertem Browser, Entwicklung eingestellt)
- Avant Browser (proprietär, Entwicklung 2020 eingestellt)
- Browzar[85] (proprietär, Entwicklung 2009 eingestellt)
- Cayman Browser[86] (Entwicklung 2016 eingestellt)
- CometBird (basierend auf Firefox, Entwicklung seit 2015 eingestellt)[87]
- Comodo IceDragon[88] (basiert auf Firefox 65, Entwicklung seit 2021 eingestellt)[89]
- Crazy Browser[90] (Entwicklung eingestellt)
- CubicEye (3D-Browser, Entwicklung 2001 eingestellt)[91]
- DeepNet Explorer[92] (Entwicklung 2006 eingestellt)
- Emissary (frühe kommerzielle Internet-Suite, Entwicklung 1996 eingestellt)[93]
- GreenBrowser (Entwicklung 2016 eingestellt)
- MSN Explorer (Entwicklung eingestellt)
- NeoPlanet (Entwicklung 2001 eingestellt)[94]
- NetCaptor (Entwicklung 2005 eingestellt)
- NetDino (Webbrowser mit Kindersicherung, Entwicklung eingestellt)[95]
- Orca Browser (basierend auf Gecko, Entwicklung seit 2009 eingestellt)[96]
- SphereXPlorer (3D-Browser, Entwicklung 2009 eingestellt)[97]
- The Other Internet Package[98] (historische Browser-Entwicklung von Pixelogic Inc. mit Mail- und News-Unterstützung, Entwicklung eingestellt)
- The World Browser[99] (Entwicklung eingestellt)

### macOS
Folgende Webbrowser sind nur für macOS verfügbar:
- iCab (proprietär, auch für macOS Classic)
- MacWeb (proprietär, Entwicklung eingestellt)
- Mozilla Camino (Chimera, Open Source; basierend auf Gecko, Entwicklung 2013 eingestellt)
- OmniWeb (proprietär, Entwicklung eingestellt)
- Shiira (Open Source, basierend auf WebKit, Entwicklung 2009 eingestellt)

Nur für macOS PPC:
- AuroraFox[100]
- Classilla[101] (2009–2021, Open Source)
- Cyberdog (1996–1997, proprietär)
- Leopard-Webkit[102] (2015–2017, Open Source)
- TenFourFox[103] (Open Source, Entwicklung eingestellt)

### Unixoide Systeme
Folgende Webbrowser sind nur für unixoides Systeme (Linux, Unix etc.) verfügbar:
- edbrowse[104] (Open Source)
- Erwise (Entwicklung 1994 eingestellt)
- Galeon (Gecko-basiert, Entwicklung eingestellt)
- Gnome Web (vormals Epiphany; Bestandteil von Gnome, WebKit-basiert)
- Kazehakase (Gecko-basiert, Entwicklung eingestellt)
- Skipstone[105] (Gecko-basiert)
- Luakit[106]
- Mothra[107] (für Plan 9)
- uzbl (letzte Version von 2016)
- ViolaWWW (Entwicklung eingestellt)

### Mobile Betriebssysteme
Nur für Android und iOS:
- Dolphin Browser (proprietär)[108]
- Firefox Klar (bzw. Firefox Focus, Open Source,[109] kleiner und schneller auf Datenschutz ausgelegter Browser von Mozilla mit automatischem Werbe- und Tracking-Blocker,[110] keine Telemetrie.[111])

Nur für Android:
- Fennec[112] (F-Droid-Version,[113] Open Source,[114] Datenschutz orientierter Browser,[115] Fork von Mozilla Firefox Mobile ohne Telemetrie.)
- FOSS Browser[116] (Open Source,[117] Datenschutz orientierter Browser,[118] basiert auf Android System WebView,[119] frei konfigurierbarer Ad- und Scriptblock)
- IronFox[120] (Open Source,[121] Datenschutz orientierter Browser, basiert auf Firefox)
- Privacy Browser Android[122] (Open Source,[123] Datenschutz orientierter Browser,[124] basiert auf Android System WebView,[125] frei konfigurierbarer Ad- und Scriptblock, entwickelt von Soren Stoutner)[126]

Nur für iOS:
- iCab Mobile[127]

Nur für Newton OS:
- Nethopper[128]
- Newt's Cape[129] (Open Source)[130]
- PocketWeb

Nur für Palm OS:
- Blazer
- IPanel
- PalmScape
- PocketLink
- Universe
- WebClipping
- Web Pro
- Xiino

J2ME:
- Opera Mini (proprietär, basierend auf Presto)

Sonstige:
- AOSP Browser (bis Android 4.4 Standardbrowser für Android)
- AvantGo (für Windows CE, Palm OS und Symbian, Entwicklung 2005 eingestellt)
- Boat Browser (proprietär, Entwicklung eingestellt seit 2014)
- Bromite (Open Source,[131] Entwicklung seit 2022 eingestellt.)
- Doris Browser (für Symbian, Entwicklung eingestellt)
- Firefox Lite (Browser von Mozilla.[132] Entwicklung 2022 eingestellt.[133])
- Kiwi Browser[134] (Open Source, Entwicklung eingestellt seit Januar 2025)
- Maemo Browser (auch MicroB, für Nokias Linux-Smartphone N900 und Vorläufer)
- Mozilla Minimo (Familiar Linux und Windows CE, Entwicklung seit 2007 eingestellt)
- Mercury[135] (Entwicklung 2017 eingestellt)
- Morph Browser (für Ubuntu Touch)
- NetFront (proprietär, für Windows CE, Palm OS, Symbian und Linux)
- Nokia Xpress (für Series 40 und Windows Phone)
- Opera Mobile (proprietär, basierend auf Presto, für Symbian, Android und Windows Mobile, Entwicklung seit 2012 eingestellt)
- Skyfire (für Symbian-OS, Windows-Mobile, Andoid, iOS, Entwicklung 2014 eingestellt.)

### Spielkonsolen
Nur für Sega Dreamcast:
- DreamKey
- DreamPassport
- PlanetWeb
- XDP DreamBrowser

Sonstige:
- Nintendo DS Browser (Opera für Nintendo DS)
- PSP Browser für Sony PlayStation Portable (NetFront)
- PS3 Browser für Sony PlayStation 3 (NetFront)

### Sonstige Plattformen
Nur für DOS:
- Arachne[136]
- DOSLYNX[137] (basierend auf Lynx)[138]
- Embrowser von Lineo (basiert auf DR-WebSpyder)
- Skipper (PC/GEOS 3.x Browser)
- WebMagic (PC/GEOS 4.x Browser)
- (DR-)WebSpyder[139] (von Caldera, ursprünglich auf Arachne basierend)[140]

Nur für AmigaOS:
- AMosaic
- AWeb (noch nicht KHTML-basiert)
- IBrowse (proprietär)
- Origyn Web Browser (Open Source, Entwicklung eingestellt)
- Sputnik (nur MorphOS)
- Timberwolf
- Voyager (Open Source, Entwicklung eingestellt)

Nur für Atari TOS:
- Crystal Atari Browser (CAB)
- HighWire (Browser)
- Light of Adamas
- Wen.Suite

Nur für BeOS/Haiku:
- NetPositive
- Net plus plus (auch Net++; NetPositive-Klon)
- Themis (Net-Positive-Klon)
- Bezilla (Mozilla-Klon)
- WebPositive (auf WebKit basierend)

Nur für RISC OS:
- Acorn Browse
- Oregano 2
- Webster XL

Nur für den C64:
- HyperLink (für Commodore C64)
- Singular Browser (für Commodore C64)
- The Wave (für Commodore C64/C128 unter GEOS Wheels)

Sonstige:
- ABrowse (für Syllable)
- AS/400 (Terminal WWW Browser für OS/400)
- IBM Webexplorer (für OS/2)
- QNX Voyager
- Spectrum Internet Suite (für Apple IIgs)
- WorldWideWeb (für NeXTStep)

### Textbasierte Webbrowser
- Line Mode Browser (Text-basierter Webbrowser, Open Source, Entwicklung 2017 eingestellt)
- Links bzw. ELinks (Open Source, Entwicklung eingestellt)
- Links2[141] (Neuere Version von Links, text- sowie grafikbasiert)
- Lynx (Open Source)
- Netrik[142] (Entwicklung 2015 eingestellt)
- w3m und emacs-w3m (Open Source)